# Franziska Konitz
Franziska Konitz (ur. 24 listopada 1986) – niemiecka judoczka.